# Grande Prêmio da Itália de 2006
Resultados do Grande Prêmio da Itália de Fórmula 1 realizado em Monza em 10 de setembro de 2006. Décima quinta etapa do campeonato, foi vencido pelo alemão Michael Schumacher, da Ferrari, com Kimi Räikkönen em segundo pela McLaren-Mercedes e Robert Kubica em terceiro pela BMW Sauber.

## Resumo
- Primeiro pódio de Robert Kubica.
- Última corrida de Christian Klien pela Red Bull.
- Último pódio de Kimi Räikkönen pela McLaren, além de ser o último dele na temporada.

## Pilotos de sexta-feira
| Construtor          | N° | Piloto           |
| ------------------- | -- | ---------------- |
| Williams-Cosworth   | 35 | Alexander Wurz   |
| Honda               | 36 | Anthony Davidson |
| Red Bull-Ferrari    | 37 | Robert Doornbos  |
| BMW Sauber          | 38 | Sebastian Vettel |
| Midland-Toyota      | 39 | Giorgio Mondini  |
| Toro Rosso-Cosworth | 40 | Neel Jani        |
| Super Aguri-Honda   | 41 | Franck Montagny  |

## Classificação da prova

### Treinos classificatórios
| Pos.   | Nº | Piloto               | Equipe              | Q1       | Q2        | Q3       | Grid | Notas      |
| ------ | -- | -------------------- | ------------------- | -------- | --------- | -------- | ---- | ---------- |
| 1      | 3  | Kimi Räikkönen       | McLaren-Mercedes    | 1:21.994 | 1:21.349  | 1:21.484 | 1    |            |
| 2      | 5  | Michael Schumacher   | Ferrari             | 1:21.711 | 1:21.353  | 1:21.486 | 2    |            |
| 3      | 16 | Nick Heidfeld        | BMW Sauber          | 1:21.764 | 1:21.425  | 1:21.653 | 3    |            |
| 4      | 6  | Felipe Massa         | Ferrari             | 1:22.028 | 1:21.225  | 1:21.704 | 4    |            |
| 5      | 12 | Jenson Button        | Honda               | 1:22.512 | 1:21.572  | 1:22.011 | 5    |            |
| 6      | 17 | Robert Kubica        | BMW Sauber          | 1:22.437 | 1:21.270  | 1:22.258 | 6    |            |
| 7      | 4  | Pedro de la Rosa     | McLaren-Mercedes    | 1:22.422 | 1:21.878  | 1:22.280 | 7    |            |
| 8      | 11 | Rubens Barrichello   | Honda               | 1:22.640 | 1:21.688  | 1:22.787 | 8    |            |
| 9      | 2  | Giancarlo Fisichella | Renault             | 1:22.486 | 1:21.722  | 1:23.175 | 9    |            |
| 10     | 1  | Fernando Alonso      | Renault             | 1:21.747 | 1:21.526  | 1:25.688 | 10   | [ nota 3 ] |
| 11     | 8  | Jarno Trulli         | Toyota              | 1:22.093 | 1:21.924  |          | 11   |            |
| 12     | 10 | Nico Rosberg         | Williams-Cosworth   | 1:22.581 | 1:22.203  |          | 12   |            |
| 13     | 7  | Ralf Schumacher      | Toyota              | 1:22.622 | 1:22.280  |          | 13   |            |
| 14     | 14 | David Coulthard      | Red Bull-Ferrari    | 1:22.618 | 1:22.589  |          | 14   |            |
| 15     | 21 | Scott Speed          | Toro Rosso-Cosworth | 1:22.943 | 1:23.165  |          | 15   |            |
| 16     | 15 | Christian Klien      | Red Bull-Ferrari    | 1:22.898 | Sem tempo |          | 16   |            |
| 17     | 20 | Vitantonio Liuzzi    | Toro Rosso-Cosworth | 1:23.043 |           |          | 17   |            |
| 18     | 19 | Christijan Albers    | Midland-Toyota      | 1:23.116 |           |          | 18   |            |
| 19     | 9  | Mark Webber          | Williams-Cosworth   | 1:23.341 |           |          | 19   |            |
| 20     | 18 | Tiago Monteiro       | Midland-Toyota      | 1:23.920 |           |          | 20   |            |
| 21     | 22 | Takuma Sato          | Super Aguri-Honda   | 1:24.289 |           |          | 21   |            |
| 22     | 23 | Sakon Yamamoto       | Super Aguri-Honda   | 1:26.001 |           |          | 22   |            |
| Fonte: |    |                      |                     |          |           |          |      |            |

### Corrida
| Pos.   | Nº | Piloto               | Construtor          | Voltas | Tempo/Diferença     | Grid | Pontos |
| ------ | -- | -------------------- | ------------------- | ------ | ------------------- | ---- | ------ |
| 1      | 5  | Michael Schumacher   | Ferrari             | 53     | 1:14:51.975         | 2    | 10     |
| 2      | 3  | Kimi Räikkönen       | McLaren-Mercedes    | 53     | + 8.046             | 1    | 8      |
| 3      | 17 | Robert Kubica        | BMW Sauber          | 53     | + 26.414            | 6    | 6      |
| 4      | 2  | Giancarlo Fisichella | Renault             | 53     | + 32.045            | 9    | 5      |
| 5      | 12 | Jenson Button        | Honda               | 53     | + 32.685            | 5    | 4      |
| 6      | 11 | Rubens Barrichello   | Honda               | 53     | + 42.409            | 8    | 3      |
| 7      | 8  | Jarno Trulli         | Toyota              | 53     | + 44.662            | 11   | 2      |
| 8      | 16 | Nick Heidfeld        | BMW Sauber          | 53     | + 45.309            | 3    | 1      |
| 9      | 6  | Felipe Massa         | Ferrari             | 53     | + 45.995            | 4    |        |
| 10     | 9  | Mark Webber          | Williams-Cosworth   | 53     | + 1:12.602          | 19   |        |
| 11     | 15 | Christian Klien      | Red Bull-Ferrari    | 52     | + 1 volta           | 16   |        |
| 12     | 14 | David Coulthard      | Red Bull-Ferrari    | 52     | + 1 volta           | 14   |        |
| 13     | 21 | Scott Speed          | Toro Rosso-Cosworth | 52     | + 1 volta           | 15   |        |
| 14     | 20 | Vitantonio Liuzzi    | Toro Rosso-Cosworth | 52     | + 1 volta           | 17   |        |
| 15     | 7  | Ralf Schumacher      | Toyota              | 52     | + 1 volta           | 13   |        |
| 16     | 22 | Takuma Sato          | Super Aguri-Honda   | 51     | + 2 voltas          | 21   |        |
| 17     | 19 | Christijan Albers    | Midland-Toyota      | 51     | + 2 voltas          | 18   |        |
| Ret    | 18 | Tiago Monteiro       | Midland-Toyota      | 44     | Freios              | 20   |        |
| Ret    | 1  | Fernando Alonso      | Renault             | 43     | Motor               | 10   |        |
| Ret    | 4  | Pedro de la Rosa     | McLaren-Mercedes    | 20     | Motor               | 7    |        |
| Ret    | 23 | Sakon Yamamoto       | Super Aguri-Honda   | 18     | Pane hidráulica     | 22   |        |
| Ret    | 10 | Nico Rosberg         | Williams-Cosworth   | 9      | Eixo de transmissão | 12   |        |
| Fonte: |    |                      |                     |        |                     |      |        |

## Tabela do campeonato após a corrida
| Pos.   | Piloto               | Pontos |
| ------ | -------------------- | ------ |
| 1      | Fernando Alonso      | 108    |
| 2      | Michael Schumacher   | 106    |
| 3      | Felipe Massa         | 62     |
| 4      | Giancarlo Fisichella | 57     |
| 5      | Kimi Räikkönen       | 57     |
| Fonte: |                      |        |

| Pos.   | Construtor       | Pontos |
| ------ | ---------------- | ------ |
| 1      | Ferrari          | 168    |
| 2      | Renault          | 165    |
| 3      | McLaren-Mercedes | 97     |
| 4      | Honda            | 65     |
| 5      | BMW Sauber       | 33     |
| Fonte: |                  |        |

- Nota: Somente as primeiras cinco posições estão listadas.